# Oenochlora majestica
Oenochlora majestica är en fjärilsart som beskrevs av Louis Beethoven Prout 1913. Oenochlora majestica ingår i släktet Oenochlora och familjen mätare. Inga underarter finns listade i Catalogue of Life.